# Нікольське (Благовіщенський район)
Ні́кольське (рос. Никольское, башк. Никольск) — присілок (у минулому селище) у складі Благовіщенського району Башкортостану, Росія. Входить до складу Ільїно-Полянської сільської ради.
Населення — 3 особи (2010; 3 в 2002).
Національний склад:
- росіяни — 67 %
- башкири — 33 %